# Эспинас, Эспри Шарль Мари
Эспри-Шарль-Мари Эспинас (фр. Charles-Marie-Esprit Espinasse; 2 апреля 1815, Кастельнодари или Сессак — 4 июня 1859, Битва при Мадженте) — французский офицер, дивизионный генерал и государственный деятель. Участник Французского завоевания Алжира, Крымской войны, Австро-итало-французской войны.

## Биография
Служил в Алжире; в 1845 году отличился во время похода против кабилов. По приказанию принца-президента Людовика-Наполеона 2 декабря 1851 года разогнал национальное собрание и участвовал в подавлении попыток к восстанию.
Произведённый за это в бригадные генералы и назначенный адъютантом Наполеона. В начале Восточной войны в августе 1854 года начальствовал неудачной экспедицией в Добруджу. Так как общественное мнение считало его виновником неудачи, он был отозван во Францию, но в 1855 году был командирован в Крым. На май 1855 командир 1-й бригады 1-й дивизии Ф. Каронбера. Отличился в битве при Чёрной речке и участвовал в штурме Малахова кургана.

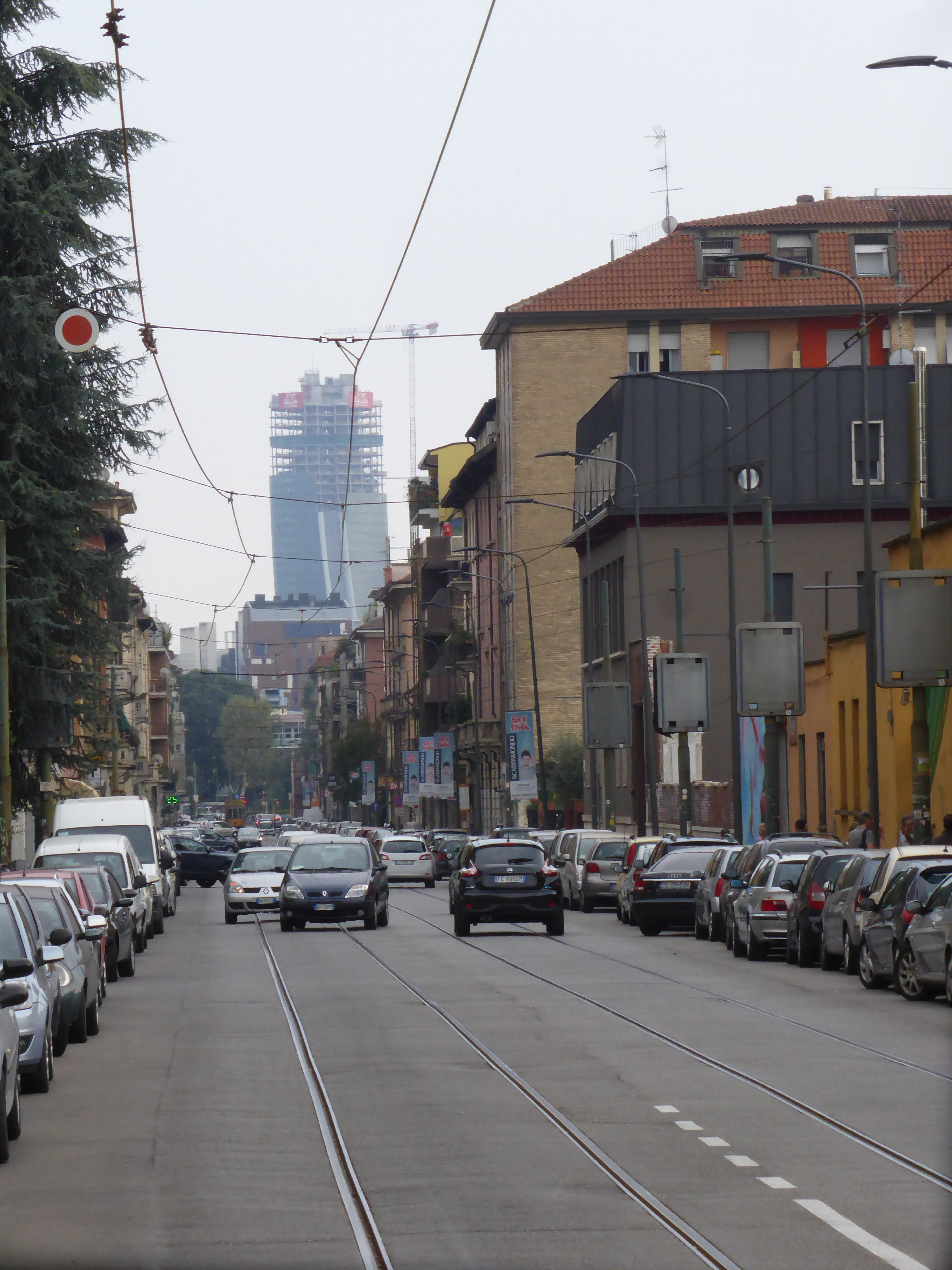
Улица Эспинаса

После покушения Ф. Орсини 14 января 1858 года Наполеон III поручил Эспинасу портфель министра внутренних дел, с которым тогда же было соединено и вновь учрежденное министерство общественной безопасности. В этой должности Эспинас стал проводить систему террора, созданную так называемым законом о безопасности, с такой строгостью, что вскоре вызвал всеобщее неудовольствие и уже 15 июня должен был оставить министерство, с возведением в сенаторы.
Когда началась Австро-итало-французская война 1859 года, Эспинас получил в командование первый армейский корпус и 4 июня погиб в битве при Мадженте.

## Память
Его именем названа улица в Милане.